# Conopophila whitei
Conopophila whitei là một loài chim trong họ Meliphagidae.